# 伊亚德·阿拉维

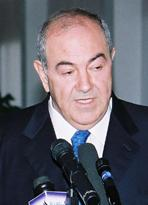
伊亚德·阿拉维

伊亚德·阿拉维（阿拉伯文：‎，1945年—），伊拉克政治人物。什叶派穆斯林，神经科医师和商人。

## 生平
20世纪六十年代未，曾加入阿拉伯复兴社会党，因政治分岐于1975年退出，萨达姆执政期间曾长期流亡国外。1990年海湾战争爆发后，成立伊拉克民族团结阵线，并出任主席。2004年伊拉克临时政府成立后，被提名为伊拉克临时政府总理，5月28日正式就职。他作为总理的任期在2005年4月7日结束。新选举的过渡性伊拉克国民大会选择达瓦党领袖易卜拉欣·贾法里为总理。
| 前任： 联盟驻伊拉克临时管理当局 | 伊拉克总理 2004年-2005年 | 繼任： 易卜拉欣·贾法里 |